# Trathala assita
Trathala assita là một loài tò vò trong họ Ichneumonidae.